# Xanadu Next
Xanadu Next (ザナドゥ・ネクスト) est un jeu vidéo de type action-RPG développé et édité par Nihon Falcom, sorti en 2005 sur Windows et N-Gage.

## Accueil
- Jeuxvideo.com : 15/20 (NG)[1]